# Ґаф

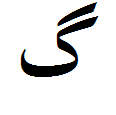
Ізольована форма літери

Ґаф (перс. گاف‎‎‎‎) — двадцять шоста літера перської абетки, позначає звук [ɡ].
В ізольованій позиції ґаф має вигляд گ; в кінцевій — ـگ; в серединній — ـگـ; в початковій — گـ.
В арабській абетці немає цієї літери, оскільки в арабській літературній мові немає звука [ɡ].
Перси додали до арабської літери каф риску. Окрім перської мови цю літеру вживали в писемностях тюркських та індійських народів, що виникли під впливом перської.

## В юнікоді
| Юнікод         | U+06AF            |
| Ім'я в юнікоді | ARABIC LETTER GAF |
| HTML           | گ                 |
| ISO 8859-6     | немає             |